# Laurieston (Falkirk)
Laurieston est un village dans le Falkirk, en Écosse.